# Eleições parlamentares europeias de 2014 no distrito de Portalegre
| Eleições parlamentares europeias de 2014 por Portugal Distritos: Aveiro \| Beja \| Braga \| Bragança \| Castelo Branco \| Coimbra \| Évora \| Faro \| Guarda \| Leiria \| Lisboa \| Portalegre \| Porto \| Santarém \| Setúbal \| Viana do Castelo \| Vila Real \| Viseu \| Açores \| Madeira \| Estrangeiro |

## Resultados por concelhos
Os resultados nos concelhos do Distrito de Portalegre foram os seguintes:

### Alter do Chão
| Partido                 | Partido                        | Votos | %               | +/-  |
| ----------------------- | ------------------------------ | ----- | --------------- | ---- |
|                         | Partido Socialista             | 410   | 35,56 / 100,00  | 8,22 |
|                         | Aliança Portugal               | 275   | 23,85 / 100,00  | 8,58 |
|                         | Coligação Democrática Unitária | 269   | 23,33 / 100,00  | 2,33 |
|                         | Partido da Terra               | 43    | 3,73 / 100,00   | 3,51 |
|                         | PCTP/MRPP                      | 26    | 2,25 / 100,00   | 0,04 |
|                         | Bloco de Esquerda              | 24    | 2,08 / 100,00   | 5,44 |
|                         | Outros                         | 49    | 4,25 / 100,00   |      |
| Votos Inválidos         | Votos Inválidos                | 57    | 4,94 / 100,00   | 1,18 |
| Total                   | Total                          | 1 153 | 100,00 / 100,00 |      |
| Eleitorado/Participação | Eleitorado/Participação        | 3 021 | 38,17 / 100,00  | 2,30 |

| Freguesia     | %     | %     | %     | %    | %    | %    | Votantes |
| Freguesia     | PS    | AP    | CDU   | MPT  | PCTP | BE   | Votantes |
| ------------- | ----- | ----- | ----- | ---- | ---- | ---- | -------- |
| Alter do Chão | 30,48 | 30,16 | 19,52 | 5,97 | 1,94 | 2,26 | 620      |
| Chancelaria   | 43,43 | 24,57 | 17,71 | 1,71 | 4,57 | 0    | 175      |
| Cunheira      | 54,94 | 13,58 | 15,43 | 0    | 1,23 | 1,23 | 162      |
| Seda          | 28,57 | 11,73 | 46,94 | 1,53 | 2,04 | 4,08 | 196      |
| Alter do Chão | 35,56 | 23,85 | 23,33 | 3,73 | 2,25 | 2,08 | 1 153    |

### Arronches
| Partido                 | Partido                        | Votos | %               | +/-   |
| ----------------------- | ------------------------------ | ----- | --------------- | ----- |
|                         | Partido Socialista             | 444   | 43,92 / 100,00  | 11,25 |
|                         | Aliança Portugal               | 278   | 27,50 / 100,00  | 6,59  |
|                         | Coligação Democrática Unitária | 120   | 11,87 / 100,00  | 1,84  |
|                         | Partido da Terra               | 39    | 3,86 / 100,00   | 3,38  |
|                         | Bloco de Esquerda              | 15    | 1,48 / 100,00   | 6,04  |
|                         | PCTP/MRPP                      | 15    | 1,48 / 100,00   | 0,71  |
|                         | Outros                         | 30    | 2,98 / 100,00   |       |
| Votos Inválidos         | Votos Inválidos                | 70    | 6,92 / 100,00   | 0,64  |
| Total                   | Total                          | 1 011 | 100,00 / 100,00 |       |
| Eleitorado/Participação | Eleitorado/Participação        | 2 725 | 37,10 / 100,00  | 0,86  |

| Freguesia | %     | %     | %     | %    | %    | %    | Votantes |
| Freguesia | PS    | AP    | CDU   | MPT  | BE   | PCTP | Votantes |
| --------- | ----- | ----- | ----- | ---- | ---- | ---- | -------- |
| Assunção  | 37,79 | 29,95 | 13,21 | 4,45 | 1,38 | 1,23 | 651      |
| Esperança | 58,70 | 23,91 | 6,09  | 2,61 | 1,30 | 1,74 | 230      |
| Mosteiros | 48,46 | 21,54 | 15,38 | 3,08 | 2,31 | 2,31 | 130      |
| Arronches | 43,92 | 27,50 | 11,87 | 3,86 | 1,48 | 1,48 | 1 011    |

### Avis
| Partido                 | Partido                        | Votos | %               | +/-  |
| ----------------------- | ------------------------------ | ----- | --------------- | ---- |
|                         | Coligação Democrática Unitária | 976   | 51,10 / 100,00  | 0,64 |
|                         | Partido Socialista             | 480   | 25,13 / 100,00  | 6,98 |
|                         | Aliança Portugal               | 204   | 10,64 / 100,00  | 4,76 |
|                         | Partido da Terra               | 52    | 2,72 / 100,00   | 2,45 |
|                         | Bloco de Esquerda              | 31    | 1,62 / 100,00   | 4,98 |
|                         | PCTP/MRPP                      | 29    | 1,52 / 100,00   | 0,05 |
|                         | Outros                         | 49    | 2,54 / 100,00   |      |
| Votos Inválidos         | Votos Inválidos                | 89    | 4,66 / 100,00   | 0,11 |
| Total                   | Total                          | 1 910 | 100,00 / 100,00 |      |
| Eleitorado/Participação | Eleitorado/Participação        | 3 794 | 50,34 / 100,00  | 2,12 |

| Freguesia            | %     | %     | %     | %    | %    | %    | Votantes |
| Freguesia            | CDU   | PS    | AP    | MPT  | BE   | PCTP | Votantes |
| -------------------- | ----- | ----- | ----- | ---- | ---- | ---- | -------- |
| Alcórrego e Maranhão | 78,26 | 10,43 | 5,22  | 0,87 | 0,43 | 1,30 | 230      |
| Aldeia Velha         | 55,71 | 17,86 | 12,14 | 2,86 | 3,57 | 1,43 | 140      |
| Avis                 | 45,75 | 26,91 | 10,91 | 3,68 | 2,12 | 1,27 | 706      |
| Benavila e Valongo   | 44,77 | 36,36 | 9,55  | 2,02 | 1,14 | 1,14 | 440      |
| Ervedal              | 49,62 | 19,32 | 15,53 | 3,41 | 1,89 | 3,03 | 264      |
| Figueira e Barros    | 51,54 | 23,08 | 11,54 | 1,54 | 0    | 1,54 | 130      |
| Avis                 | 51,10 | 25,13 | 10,68 | 2,72 | 1,62 | 1,52 | 1 910    |

### Campo Maior
| Partido                 | Partido                        | Votos | %               | +/-  |
| ----------------------- | ------------------------------ | ----- | --------------- | ---- |
|                         | Partido Socialista             | 1 154 | 45,65 / 100,00  | 5,63 |
|                         | Coligação Democrática Unitária | 638   | 25,24 / 100,00  | 0,89 |
|                         | Aliança Portugal               | 262   | 10,36 / 100,00  | 8,02 |
|                         | Partido da Terra               | 125   | 4,94 / 100,00   | 4,86 |
|                         | Bloco de Esquerda              | 73    | 2,89 / 100,00   | 7,03 |
|                         | PCTP/MRPP                      | 71    | 2,81 / 100,00   | 0,86 |
|                         | Outros                         | 58    | 2,29 / 100,00   |      |
| Votos Inválidos         | Votos Inválidos                | 147   | 5,82 / 100,00   | 1,68 |
| Total                   | Total                          | 2 528 | 100,00 / 100,00 |      |
| Eleitorado/Participação | Eleitorado/Participação        | 7 547 | 33,50 / 100,00  | 0,74 |

| Freguesia                            | %     | %     | %     | %    | %    | %    | Votantes |
| Freguesia                            | PS    | CDU   | AP    | MPT  | BE   | PCTP | Votantes |
| ------------------------------------ | ----- | ----- | ----- | ---- | ---- | ---- | -------- |
| Nossa Senhora da Expectação          | 44,66 | 22,07 | 12,80 | 5,74 | 2,74 | 3,00 | 1 133    |
| Nossa Senhora da Graça dos Degolados | 54,93 | 26,29 | 3,76  | 6,57 | 0,94 | 2,82 | 213      |
| São João Batista                     | 44,92 | 28,09 | 9,22  | 3,89 | 3,38 | 2,62 | 1 182    |
| Campo Maior                          | 45,65 | 25,24 | 10,36 | 4,94 | 2,89 | 2,81 | 2 528    |

### Castelo de Vide
| Partido                 | Partido                               | Votos | %               | +/-   |
| ----------------------- | ------------------------------------- | ----- | --------------- | ----- |
|                         | Partido Socialista                    | 471   | 41,42 / 100,00  | 8,72  |
|                         | Aliança Portugal                      | 252   | 22,16 / 100,00  | 12,66 |
|                         | Coligação Democrática Unitária        | 128   | 11,26 / 100,00  | 0,78  |
|                         | Partido da Terra                      | 66    | 5,80 / 100,00   | 5,17  |
|                         | Bloco de Esquerda                     | 42    | 3,69 / 100,00   | 5,62  |
|                         | LIVRE/Tempo de Avançar                | 24    | 2,11 / 100,00   | Novo  |
|                         | PCTP/MRPP                             | 21    | 1,85 / 100,00   | 0,13  |
|                         | Partido pelos Animais e pela Natureza | 12    | 1,06 / 100,00   | Novo  |
|                         | Outros                                | 36    | 3,17 / 100,00   |       |
| Votos Inválidos         | Votos Inválidos                       | 85    | 7,48 / 100,00   | 0,51  |
| Total                   | Total                                 | 1 137 | 100,00 / 100,00 |       |
| Eleitorado/Participação | Eleitorado/Participação               | 2 974 | 38,23 / 100,00  | 4,81  |

| Freguesia                                | %     | %     | %     | %    | %    | %    | %    | %    | Votantes |
| Freguesia                                | PS    | AP    | CDU   | MPT  | BE   | L    | PCTP | PAN  | Votantes |
| ---------------------------------------- | ----- | ----- | ----- | ---- | ---- | ---- | ---- | ---- | -------- |
| Nossa Senhora da Graça de Póvoa e Meadas | 48,50 | 14,59 | 19,30 | 4,29 | 2,15 | 1,29 | 1,72 | 0,43 | 233      |
| Santa Maria da Devesa                    | 39,40 | 22,70 | 10,69 | 7,50 | 3,56 | 2,81 | 1,31 | 1,13 | 533      |
| Santiago Maior                           | 40,19 | 29,91 | 1,87  | 4,67 | 5,61 | 3,74 | 4,67 | 0,93 | 107      |
| São João Batista                         | 39,77 | 24,62 | 9,09  | 4,17 | 4,55 | 0,76 | 1,89 | 1,52 | 264      |
| Castelo de Vide                          | 41,42 | 22,16 | 11,26 | 5,80 | 3,69 | 2,11 | 1,85 | 1,06 | 1 137    |

### Crato
| Partido                 | Partido                        | Votos | %               | +/-  |
| ----------------------- | ------------------------------ | ----- | --------------- | ---- |
|                         | Partido Socialista             | 542   | 43,29 / 100,00  | 8,41 |
|                         | Coligação Democrática Unitária | 251   | 20,05 / 100,00  | 0,52 |
|                         | Aliança Portugal               | 229   | 18,29 / 100,00  | 7,95 |
|                         | Partido da Terra               | 41    | 3,27 / 100,00   | 3,08 |
|                         | PCTP/MRPP                      | 28    | 2,24 / 100,00   | 0,60 |
|                         | Bloco de Esquerda              | 23    | 1,84 / 100,00   | 5,32 |
|                         | Outros                         | 40    | 3,20 / 100,00   |      |
| Votos Inválidos         | Votos Inválidos                | 98    | 7,82 / 100,00   | 2,15 |
| Total                   | Total                          | 1 252 | 100,00 / 100,00 |      |
| Eleitorado/Participação | Eleitorado/Participação        | 3 270 | 38,29 / 100,00  | 4,25 |

| Freguesia                                     | %     | %     | %     | %    | %    | %    | Votantes |
| Freguesia                                     | PS    | CDU   | AP    | MPT  | PCTP | BE   | Votantes |
| --------------------------------------------- | ----- | ----- | ----- | ---- | ---- | ---- | -------- |
| Aldeia da Mata                                | 49,11 | 19,53 | 20,71 | 1,78 | 2,37 | 0    | 169      |
| Crato e Mártires, Flor da Rosa e Vale do Peso | 37,37 | 20,09 | 20,53 | 4,43 | 2,07 | 2,36 | 677      |
| Gáfete                                        | 49,43 | 18,25 | 14,45 | 2,28 | 3,04 | 2,28 | 263      |
| Monte da Pedra                                | 53,15 | 23,78 | 10,49 | 1,40 | 1,40 | 0,70 | 143      |
| Crato                                         | 43,29 | 20,05 | 18,29 | 3,27 | 2,24 | 1,84 | 1 252    |

### Elvas
| Partido                 | Partido                        | Votos  | %               | +/-   |
| ----------------------- | ------------------------------ | ------ | --------------- | ----- |
|                         | Partido Socialista             | 2 868  | 48,83 / 100,00  | 14,37 |
|                         | Aliança Portugal               | 1 119  | 19,05 / 100,00  | 14,07 |
|                         | Coligação Democrática Unitária | 615    | 10,47 / 100,00  | 1,63  |
|                         | Partido da Terra               | 254    | 4,32 / 100,00   | 3,41  |
|                         | Bloco de Esquerda              | 219    | 3,73 / 100,00   | 7,49  |
|                         | PCTP/MRPP                      | 119    | 2,03 / 100,00   | 0,17  |
|                         | LIVRE/Tempo de Avançar         | 61     | 1,04 / 100,00   | Novo  |
|                         | Outros                         | 218    | 3,71 / 100,00   |       |
| Votos Inválidos         | Votos Inválidos                | 400    | 6,81 / 100,00   | 0,70  |
| Total                   | Total                          | 5 873  | 100,00 / 100,00 |       |
| Eleitorado/Participação | Eleitorado/Participação        | 19 892 | 29,52 / 100,00  | 1,99  |

| Freguesia                                   | %     | %     | %     | %    | %    | %    | %    | Votantes |
| Freguesia                                   | PS    | AP    | CDU   | MPT  | BE   | PCTP | L    | Votantes |
| ------------------------------------------- | ----- | ----- | ----- | ---- | ---- | ---- | ---- | -------- |
| Assunção, Ajuda, Salvador e Santo Ildefonso | 40,02 | 26,69 | 8,70  | 5,27 | 4,41 | 1,54 | 1,37 | 2 334    |
| Barbacena e Vila Fernando                   | 45,82 | 16,73 | 16,36 | 2,91 | 3,27 | 4,00 | 0,73 | 275      |
| Caia, São Pedro e Alcáçova                  | 59,99 | 12,98 | 8,49  | 3,64 | 3,78 | 1,78 | 0,57 | 1 402    |
| Santa Eulália                               | 63,51 | 12,64 | 11,21 | 1,44 | 3,16 | 0,86 | 0    | 348      |
| São Brás e São Lourenço                     | 55,56 | 15,19 | 8,62  | 2,95 | 2,04 | 2,27 | 1,59 | 441      |
| São Vicente e Ventosa                       | 62,64 | 11,32 | 9,06  | 2,26 | 1,89 | 2,64 | 1,13 | 265      |
| Terrugem e Vila Boim                        | 41,46 | 15,72 | 18,19 | 5,94 | 3,59 | 3,34 | 1,11 | 808      |
| Elvas                                       | 48,83 | 19,05 | 10,47 | 4,32 | 3,73 | 2,03 | 1,04 | 5 873    |

### Fronteira
| Partido                 | Partido                               | Votos | %               | +/-   |
| ----------------------- | ------------------------------------- | ----- | --------------- | ----- |
|                         | Partido Socialista                    | 474   | 39,60 / 100,00  | 8,93  |
|                         | Aliança Portugal                      | 270   | 22,56 / 100,00  | 10,41 |
|                         | Coligação Democrática Unitária        | 194   | 16,21 / 100,00  | 0,23  |
|                         | Partido da Terra                      | 71    | 5,93 / 100,00   | 5,34  |
|                         | Bloco de Esquerda                     | 44    | 3,68 / 100,00   | 4,69  |
|                         | Partido Popular Monárquico            | 15    | 1,25 / 100,00   | 0,51  |
|                         | Partido pelos Animais e pela Natureza | 14    | 1,17 / 100,00   | Novo  |
|                         | Outros                                | 41    | 3,43 / 100,00   |       |
| Votos Inválidos         | Votos Inválidos                       | 74    | 6,18 / 100,00   | 1,44  |
| Total                   | Total                                 | 1 197 | 100,00 / 100,00 |       |
| Eleitorado/Participação | Eleitorado/Participação               | 2 879 | 41,58 / 100,00  | 0,40  |

| Freguesia      | %     | %     | %     | %    | %    | %    | %    | Votantes |
| Freguesia      | PS    | AP    | CDU   | MPT  | BE   | PPM  | PAN  | Votantes |
| -------------- | ----- | ----- | ----- | ---- | ---- | ---- | ---- | -------- |
| Cabeço de Vide | 43,75 | 19,64 | 19,05 | 2,38 | 3,27 | 2,08 | 2,08 | 336      |
| Fronteira      | 37,18 | 23,79 | 13,68 | 7,69 | 4,27 | 1,00 | 1,00 | 702      |
| São Saturnino  | 41,51 | 23,27 | 21,38 | 5,66 | 1,89 | 0,63 | 0    | 159      |
| Fronteira      | 39,60 | 22,56 | 16,21 | 5,93 | 3,68 | 1,25 | 1,17 | 1 197    |

### Gavião
| Partido                 | Partido                        | Votos | %               | +/-  |
| ----------------------- | ------------------------------ | ----- | --------------- | ---- |
|                         | Partido Socialista             | 836   | 52,22 / 100,00  | 9,15 |
|                         | Coligação Democrática Unitária | 253   | 15,80 / 100,00  | 1,41 |
|                         | Aliança Portugal               | 224   | 13,99 / 100,00  | 8,24 |
|                         | Partido da Terra               | 64    | 4,00 / 100,00   | 3,57 |
|                         | Bloco de Esquerda              | 49    | 3,06 / 100,00   | 5,26 |
|                         | PCTP/MRPP                      | 39    | 2,44 / 100,00   | 0,60 |
|                         | Outros                         | 51    | 3,18 / 100,00   |      |
| Votos Inválidos         | Votos Inválidos                | 85    | 5,31 / 100,00   | 0,71 |
| Total                   | Total                          | 1 601 | 100,00 / 100,00 |      |
| Eleitorado/Participação | Eleitorado/Participação        | 3 731 | 42,91 / 100,00  | 2,22 |

| Freguesia        | %     | %     | %     | %    | %    | %    | Votantes |
| Freguesia        | PS    | CDU   | AP    | MPT  | BE   | PCTP | Votantes |
| ---------------- | ----- | ----- | ----- | ---- | ---- | ---- | -------- |
| Belver           | 64,33 | 10,98 | 10,98 | 2,74 | 2,74 | 1,52 | 328      |
| Comenda          | 44,17 | 27,54 | 13,65 | 3,72 | 0,99 | 2,98 | 403      |
| Gavião e Atalaia | 48,53 | 11,27 | 17,81 | 5,23 | 3,92 | 1,80 | 612      |
| Margem           | 58,14 | 14,34 | 9,30  | 3,10 | 4,65 | 4,26 | 258      |
| Gavião           | 52,22 | 15,80 | 13,99 | 4,00 | 3,06 | 2,44 | 1 601    |

### Marvão
| Partido                 | Partido                        | Votos | %               | +/-   |
| ----------------------- | ------------------------------ | ----- | --------------- | ----- |
|                         | Partido Socialista             | 426   | 42,47 / 100,00  | 6,92  |
|                         | Aliança Portugal               | 261   | 26,02 / 100,00  | 14,08 |
|                         | Coligação Democrática Unitária | 82    | 8,18 / 100,00   | 2,64  |
|                         | Partido da Terra               | 53    | 5,28 / 100,00   | 4,41  |
|                         | Bloco de Esquerda              | 31    | 3,09 / 100,00   | 3,57  |
|                         | PCTP/MRPP                      | 24    | 2,39 / 100,00   | 1,27  |
|                         | LIVRE/Tempo de Avançar         | 12    | 1,20 / 100,00   | Novo  |
|                         | Outros                         | 28    | 2,80 / 100,00   |       |
| Votos Inválidos         | Votos Inválidos                | 86    | 8,57 / 100,00   | 0,18  |
| Total                   | Total                          | 1 003 | 100,00 / 100,00 |       |
| Eleitorado/Participação | Eleitorado/Participação        | 2 993 | 33,51 / 100,00  | 0,67  |

| Freguesia                | %     | %     | %     | %    | %    | %    | %    | Votantes |
| Freguesia                | PS    | AP    | CDU   | MPT  | BE   | PCTP | L    | Votantes |
| ------------------------ | ----- | ----- | ----- | ---- | ---- | ---- | ---- | -------- |
| Beirã                    | 53,64 | 19,21 | 7,95  | 8,61 | 2,65 | 3,31 | 0    | 151      |
| Santa Maria de Marvão    | 41,73 | 21,26 | 3,94  | 3,94 | 3,94 | 2,36 | 1,57 | 127      |
| Santo António das Areias | 47,54 | 22,68 | 6,01  | 2,46 | 3,55 | 3,28 | 1,09 | 366      |
| São Salvador da Aramenha | 32,87 | 33,98 | 11,98 | 7,24 | 2,51 | 1,11 | 1,67 | 359      |
| Marvão                   | 42,47 | 26,02 | 8,18  | 5,28 | 3,09 | 2,39 | 1,20 | 1 003    |

### Monforte
| Partido                 | Partido                        | Votos | %               | +/-  |
| ----------------------- | ------------------------------ | ----- | --------------- | ---- |
|                         | Partido Socialista             | 429   | 41,21 / 100,00  | 8,99 |
|                         | Coligação Democrática Unitária | 274   | 26,32 / 100,00  | 3,38 |
|                         | Aliança Portugal               | 173   | 16,62 / 100,00  | 9,21 |
|                         | PCTP/MRPP                      | 38    | 3,65 / 100,00   | 0,59 |
|                         | Partido da Terra               | 28    | 2,69 / 100,00   | 2,34 |
|                         | Bloco de Esquerda              | 23    | 2,21 / 100,00   | 6,90 |
|                         | Outros                         | 35    | 3,37 / 100,00   |      |
| Votos Inválidos         | Votos Inválidos                | 41    | 3,94 / 100,00   | 0,61 |
| Total                   | Total                          | 1 041 | 100,00 / 100,00 |      |
| Eleitorado/Participação | Eleitorado/Participação        | 2 793 | 37,27 / 100,00  | 0,87 |

| Freguesia    | %     | %     | %     | %    | %    | %    | Votantes |
| Freguesia    | PS    | CDU   | AP    | PCTP | MPT  | BE   | Votantes |
| ------------ | ----- | ----- | ----- | ---- | ---- | ---- | -------- |
| Assumar      | 32,93 | 42,07 | 12,20 | 3,05 | 2,44 | 3,05 | 164      |
| Monforte     | 34,85 | 22,29 | 26,19 | 2,81 | 3,46 | 2,38 | 462      |
| Santo Aleixo | 60,22 | 19,34 | 7,18  | 3,87 | 1,10 | 1,66 | 181      |
| Vaiamonte    | 44,87 | 28,63 | 8,12  | 5,56 | 2,56 | 1,71 | 234      |
| Monforte     | 41,21 | 26,32 | 16,62 | 3,65 | 2,69 | 2,21 | 1 041    |

### Nisa
| Partido                 | Partido                               | Votos | %               | +/-   |
| ----------------------- | ------------------------------------- | ----- | --------------- | ----- |
|                         | Partido Socialista                    | 1 067 | 42,11 / 100,00  | 9,83  |
|                         | Aliança Portugal                      | 529   | 20,88 / 100,00  | 11,60 |
|                         | Coligação Democrática Unitária        | 469   | 18,51 / 100,00  | 2,18  |
|                         | Partido da Terra                      | 86    | 3,39 / 100,00   | 3,09  |
|                         | PCTP/MRPP                             | 59    | 2,33 / 100,00   | 0,40  |
|                         | Bloco de Esquerda                     | 46    | 1,82 / 100,00   | 6,21  |
|                         | Partido pelos Animais e pela Natureza | 31    | 1,22 / 100,00   | Novo  |
|                         | Outros                                | 83    | 3,30 / 100,00   |       |
| Votos Inválidos         | Votos Inválidos                       | 164   | 6,47 / 100,00   | 0,44  |
| Total                   | Total                                 | 2 534 | 100,00 / 100,00 |       |
| Eleitorado/Participação | Eleitorado/Participação               | 6 633 | 38,20 / 100,00  | 1,38  |

| Freguesia                                          | %     | %     | %     | %    | %    | %    | %    | Votantes |
| Freguesia                                          | PS    | AP    | CDU   | MPT  | PCTP | BE   | PAN  | Votantes |
| -------------------------------------------------- | ----- | ----- | ----- | ---- | ---- | ---- | ---- | -------- |
| Alpalhão                                           | 29,19 | 32,99 | 18,27 | 2,28 | 2,03 | 1,78 | 2,54 | 394      |
| Arez e Amieira do Tejo                             | 51,42 | 14,62 | 15,57 | 3,30 | 3,30 | 0,94 | 1,42 | 212      |
| Espírito Santo, Nossa Senhora da Graça e São Simão | 41,35 | 19,76 | 18,40 | 4,46 | 1,91 | 2,55 | 1,09 | 1 098    |
| Montalvão                                          | 44,14 | 14,48 | 27,59 | 0,69 | 2,76 | 1,38 | 0,69 | 145      |
| Santana                                            | 55,24 | 7,14  | 21,43 | 3,33 | 2,38 | 0,95 | 1,43 | 210      |
| São Matias                                         | 36,80 | 29,60 | 20,00 | 2,40 | 4,00 | 0,80 | 0,80 | 125      |
| Tolosa                                             | 46,57 | 22,29 | 14,86 | 2,86 | 2,57 | 1,14 | 0,29 | 350      |
| Nisa                                               | 42,11 | 20,88 | 18,51 | 3,39 | 2,33 | 1,82 | 1,22 | 2 534    |

### Ponte de Sôr
| Partido                 | Partido                        | Votos  | %               | +/-  |
| ----------------------- | ------------------------------ | ------ | --------------- | ---- |
|                         | Partido Socialista             | 1 759  | 36,14 / 100,00  | 9,86 |
|                         | Coligação Democrática Unitária | 1 287  | 26,44 / 100,00  | 1,00 |
|                         | Aliança Portugal               | 726    | 14,92 / 100,00  | 8,37 |
|                         | Bloco de Esquerda              | 250    | 5,14 / 100,00   | 5,51 |
|                         | Partido da Terra               | 228    | 4,68 / 100,00   | 4,13 |
|                         | PCTP/MRPP                      | 98     | 2,01 / 100,00   | 0,62 |
|                         | LIVRE/Tempo de Avançar         | 55     | 1,13 / 100,00   | Novo |
|                         | Outros                         | 155    | 3,16 / 100,00   |      |
| Votos Inválidos         | Votos Inválidos                | 309    | 6,35 / 100,00   | 0,31 |
| Total                   | Total                          | 4 867  | 100,00 / 100,00 |      |
| Eleitorado/Participação | Eleitorado/Participação        | 14 794 | 32,90 / 100,00  | 3,41 |

| Freguesia                            | %     | %     | %     | %    | %    | %    | %    | Votantes |
| Freguesia                            | PS    | CDU   | AP    | BE   | MPT  | PCTP | L    | Votantes |
| ------------------------------------ | ----- | ----- | ----- | ---- | ---- | ---- | ---- | -------- |
| Foros de Arrão                       | 32,09 | 42,99 | 4,36  | 4,36 | 5,61 | 2,80 | 0    | 321      |
| Galveias                             | 35,65 | 22,96 | 16,01 | 5,74 | 5,74 | 2,11 | 1,21 | 331      |
| Longomel                             | 46,54 | 28,16 | 6,44  | 7,88 | 0,95 | 2,63 | 0,48 | 419      |
| Montargil                            | 26,08 | 47,59 | 14,81 | 1,39 | 1,77 | 1,65 | 0,63 | 790      |
| Ponte de Sor, Tramaga e Vale de Açor | 37,82 | 19,26 | 17,13 | 5,76 | 5,76 | 1,93 | 1,46 | 3 006    |
| Ponte de Sor                         | 36,14 | 26,44 | 14,92 | 5,14 | 4,68 | 2,01 | 1,13 | 4 867    |

### Portalegre
| Partido                 | Partido                               | Votos  | %               | +/-   |
| ----------------------- | ------------------------------------- | ------ | --------------- | ----- |
|                         | Partido Socialista                    | 2 457  | 35,71 / 100,00  | 6,51  |
|                         | Aliança Portugal                      | 1 756  | 25,52 / 100,00  | 12,64 |
|                         | Coligação Democrática Unitária        | 850    | 12,35 / 100,00  | 3,59  |
|                         | Partido da Terra                      | 356    | 5,17 / 100,00   | 4,76  |
|                         | Bloco de Esquerda                     | 311    | 4,52 / 100,00   | 7,48  |
|                         | PCTP/MRPP                             | 125    | 1,82 / 100,00   | 0,71  |
|                         | LIVRE/Tempo de Avançar                | 104    | 1,51 / 100,00   | Novo  |
|                         | Partido pelos Animais e pela Natureza | 83     | 1,21 / 100,00   | Novo  |
|                         | Outros                                | 168    | 2,44 / 100,00   |       |
| Votos Inválidos         | Votos Inválidos                       | 671    | 9,75 / 100,00   | 2,47  |
| Total                   | Total                                 | 6 881  | 100,00 / 100,00 |       |
| Eleitorado/Participação | Eleitorado/Participação               | 21 572 | 31,90 / 100,00  | 5,04  |

| Freguesia                   | %     | %     | %     | %    | %    | %    | %    | %    | Votantes |
| Freguesia                   | PS    | AP    | CDU   | MPT  | BE   | PCTP | L    | PAN  | Votantes |
| --------------------------- | ----- | ----- | ----- | ---- | ---- | ---- | ---- | ---- | -------- |
| Alagoa                      | 49,41 | 22,35 | 4,12  | 3,53 | 3,53 | 1,76 | 0,59 | 0,59 | 170      |
| Alegrete                    | 41,77 | 33,42 | 7,13  | 3,19 | 2,46 | 0,25 | 0,74 | 0    | 407      |
| Fortios                     | 36,86 | 19,61 | 17,65 | 1,76 | 5,49 | 2,35 | 0,78 | 1,37 | 510      |
| Reguengo e São Julião       | 32,87 | 36,68 | 7,61  | 2,77 | 2,08 | 1,04 | 2,08 | 1,73 | 289      |
| Ribeira de Nisa e Carreiras | 29,08 | 29,64 | 9,19  | 6,94 | 2,81 | 1,88 | 2,63 | 2,06 | 533      |
| Sé e São Lourenço           | 34,76 | 25,54 | 13,25 | 5,68 | 4,98 | 1,83 | 1,61 | 1,25 | 4 416    |
| Urra                        | 41,37 | 16,19 | 12,23 | 5,76 | 4,68 | 2,70 | 0,90 | 0,72 | 556      |
| Portalegre                  | 35,71 | 25,52 | 12,35 | 5,17 | 4,52 | 1,82 | 1,51 | 1,21 | 6 881    |

### Sousel
| Partido                 | Partido                        | Votos | %               | +/-   |
| ----------------------- | ------------------------------ | ----- | --------------- | ----- |
|                         | Partido Socialista             | 537   | 30,55 / 100,00  | 3,87  |
|                         | Coligação Democrática Unitária | 451   | 25,65 / 100,00  | 2,28  |
|                         | Aliança Portugal               | 419   | 23,83 / 100,00  | 10,13 |
|                         | Partido da Terra               | 83    | 4,72 / 100,00   | 4,52  |
|                         | PCTP/MRPP                      | 41    | 2,33 / 100,00   | 0,27  |
|                         | Bloco de Esquerda              | 37    | 2,10 / 100,00   | 3,92  |
|                         | Outros                         | 62    | 3,53 / 100,00   |       |
| Votos Inválidos         | Votos Inválidos                | 128   | 7,28 / 100,00   | 1,61  |
| Total                   | Total                          | 1 758 | 100,00 / 100,00 |       |
| Eleitorado/Participação | Eleitorado/Participação        | 4 313 | 40,76 / 100,00  | 1,21  |

| Freguesia   | %     | %     | %     | %    | %    | %    | Votantes |
| Freguesia   | PS    | CDU   | AP    | MPT  | PCTP | BE   | Votantes |
| ----------- | ----- | ----- | ----- | ---- | ---- | ---- | -------- |
| Cano        | 38,70 | 20,19 | 21,15 | 5,05 | 2,15 | 1,68 | 416      |
| Casa Branca | 26,22 | 35,57 | 20,19 | 3,25 | 2,09 | 2,55 | 431      |
| Santo Amaro | 38,93 | 23,21 | 26,07 | 2,86 | 1,07 | 1,79 | 280      |
| Sousel      | 24,41 | 23,77 | 27,10 | 6,34 | 3,17 | 2,22 | 631      |
| Sousel      | 30,55 | 25,65 | 23,83 | 4,72 | 2,33 | 2,10 | 1 758    |